# پولوپ
پولوپ (به انگلیسی: Puuluup) گروه موسیقی استونی است.
آن‌ها به همراه گروه ۵مینست نماینده استونی در یوروویژن ۲۰۲۴ بودند.